# Río Bolshói Urán
El río Bolsói Urán (del ruso: Большой Уран) es un río de Rusia, afluente por la derecha del Samara, en la cuenca hidrográfica del Volga.

## Geografía
Discurre por territorio del óblast de Oremburgo. Tiene una longitud de 155 km y una cuenca de 2.200 km². Su caudal medio es de 4,7 m³/s. 
Nace en la parte más septentrional de la cordillera Obshchi Syrt, en los Urales meridionales.
Es de régimen principalmente nival.